# Рекітішу
Рекітішу (рум. Răchitișu) — село у повіті Бакеу в Румунії. Входить до складу комуни Стругарі.
Село розташоване на відстані 239 км на північ від Бухареста, 12 км на захід від Бакеу, 93 км на південний захід від Ясс, 132 км на північний схід від Брашова.

## Населення
За даними перепису населення 2002 року у селі проживали 436 осіб, усі — румуни. Усі жителі села рідною мовою назвали румунську.